# Poropanchax stigmatopygus
Poropanchax stigmatopygus är en fiskart som beskrevs av Wildekamp och Malumbres 2004. Poropanchax stigmatopygus ingår i släktet Poropanchax och familjen Poeciliidae. IUCN kategoriserar arten globalt som livskraftig. Inga underarter finns listade i Catalogue of Life.